# 希罗多德陨石坑

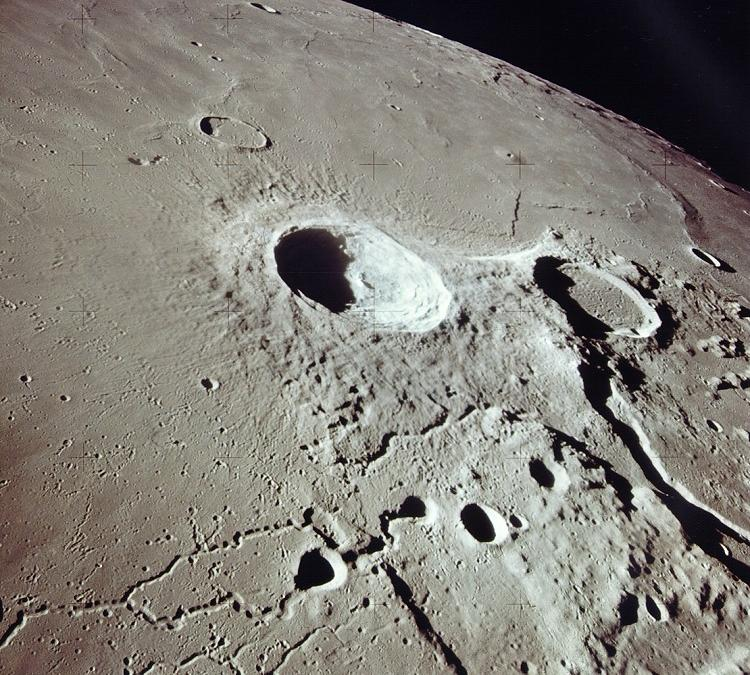
阿里斯塔克斯陨石坑（中间）和希罗多德陨坑（右）。阿波罗15号从南面拍摄，美国宇航局图片。

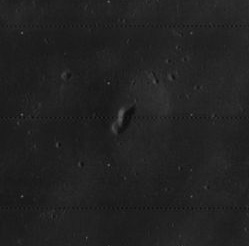
希罗多德欧米茄丘月球轨道器4号拍摄)

希罗多德陨石坑（Herodotus）是位于风暴洋中部低地的一座月球撞击坑。东面是稍大的阿里斯塔克斯陨石坑。西侧是横亘在月海中的斯基亚帕雷利陨石坑。接近正南方的是月海表面一座被称为“希罗多德欧米茄（ω）”的孤独月丘。
希罗多德陨石坑边缘狭窄，外形不太规则，从远处看略呈矩形，坑内地表已被熔岩覆盖，反照率较相邻的阿里斯塔克斯陨石坑更低。西北侧壁上重叠着一座小撞击坑，而其它部分坑壁未受明显磨损。尽管如此，其边缘厚度与陨坑自身尺寸相比，过于单薄。
在希罗多德陨石坑的北面是施勒特尔月谷的起点，该月谷长约160公里，最大深度近1公里。它始于陨坑边缘以北25公里处的一座小陨坑，然后蜿蜒向北穿过地表，再转向西北一段距离，又折回西南，最后抵达一处险峻的终点-希罗多德陨石坑所位于的凸起陆架的边缘。由于该月谷在陨坑旁的起点处比其他地方宽，因而被给予了“眼镜蛇头”的昵号。

## 卫星陨石坑
按惯例，最靠近希罗多德陨石坑的卫星坑，将通过在其陨坑中心点旁放置一字母而在月球地图上标示出来.
| 希罗多德 | 纬度    | 经度    | 直径    |
| -------- | ------- | ------- | ------- |
| A        | 21.5° N | 52.0° W | 10 公里 |
| B        | 22.6° N | 55.4° W | 6 公里  |
| C        | 21.9° N | 55.0° W | 5 公里  |
| E        | 29.5° N | 51.8° W | 48 公里 |
| G        | 24.7° N | 50.2° W | 4 公里  |
| H        | 26.8° N | 50.0° W | 6 公里  |
| K        | 24.5° N | 51.9° W | 5 公里  |
| L        | 26.1° N | 53.2° W | 4 公里  |
| N        | 23.7° N | 50.0° W | 4 公里  |
| R        | 27.3° N | 53.9° W | 4 公里  |
| S        | 27.7° N | 53.4° W | 4 公里  |
| T        | 27.9° N | 53.8° W | 5 公里  |

以下陨石坑山已由国际天文联合会重新命名.
- 希罗多德 D — 查看 拉曼陨石坑.